# Class of Nuke 'Em High
Class of Nuke 'Em High  é um filme trash de comédia de terror, produzido nos Estados Unidos pela Troma Entertainment em 1986, co-escrito por Richard W. Haines e Mark Rudnitsky e co-dirigido por Richard W. Haines e Lloyd Kaufman.
Este é mais um grande clássico cult da Troma, talvez o maior depois de "O Vingador Tóxico". Fez tanto sucesso, que originou duas sequências.

## Sinopse
No Colégio Tromaville, próximo à usina nuclear da cidade. A gangue que gosta de práticar Bullying na escola chamada "The Cretins" leva um cigarro de maconha radioativo que eles encontram perto da usina nuclear e o vendem por U$ 10 dólares a Eddie, um amigo retardado de Warren, um dos estudantes da escola. Eddie acaba fazendo com que a namorada de Warren, a bela e meiga Chrissy também fume o baseado radioativo, os efeitos colaterais são terriveis para todos eles. 

## Elenco
- Janelle Brady - Chrissy
- Gil Brenton - Warren
- Robert Prichard - Spike
- Pat Ryan Jr. - Mr. Paley
- Nugent Vernon - Eddie
- Brad Dunker - Gonzo
- Gary Schneider - Pete
- Theo Cohan - Muffey
- Gary Rosenblatt - Greg
- Mary Taylor - Judy
- Rick Howard - Spud
- Lauren Heather McMahon - Taru